# Litoral
Litoral betecknar den del av en sjö eller ett hav som ligger närmast land. Litoralzonen ligger mellan hög- och lågvattenstånden.
I havet utgör litoralzonen vanligen området från den översta stänkzonen, det vill säga just ovanför högvattensnivån, till det djup där solljuset påverkar biologiskt liv. I insjöar omfattar litoralen från bränningszonen ner till den undre gränsen för gröna växter.